# Navia glauca
Navia glauca är en gräsväxtart som beskrevs av Lyman Bradford Smith. Navia glauca ingår i släktet Navia och familjen Bromeliaceae. Inga underarter finns listade i Catalogue of Life.